# 데스틴드 투 비 유어스
《데스틴드 투 비 유어스》(영어: Destined to Be Yours)는 2017년 방영된 필리핀의 드라마이다.